# Kappa m/1910-1923
Kappa m/1910-1923, ibland felaktigt kallad Kappa m/1923, var en kappa som användes inom försvarsmakten.

## Utseende
Denna kappa av kommiss alternativt diagonaltyg har två knapprader om fem knappar vardera och är försedd med två sidofickor. Den har även en nedfälld krage.

## Användning
Denna vapenrock användes till uniform m/1923 av hela armén.